# Plexis
Plexis (původně Plexis PM) byla česká punk rocková skupina založená v roce 1984. Jejím nejvýraznějším členem byl zakladatel a frontman Petr Hošek.

## Historie
Skupina vznikla v roce 1984 kolem mladého vyšehradského punkáče Petra „Sida“ Hoška. Premiéru měla v srpnu 1984 na malém festivalu v Českém Meziříčí, ještě jako Plexis PM (punk music). V této první sestavě odehráli Plexis několik úspěšných koncertů, například vyprodaný dvojkoncert na Chmelnici. V roce 1985 odešli baskytarista Marek Sibřina a kytarista Martin Bíňovec a Plexis nadále pokračovali jako trio, občas si s nimi zahrál na kytaru zpěvák Visacího zámku Jan Haubert. Odehráli několik dalších legendárních koncertů (Stará Lysá a Hudební parník Vltava – obě 1985), ale po koncertě na Opatově (1986) přichází rozpad.
Tato první sestava hrála punk ve stylu The Exploited s jednoduchými vtipnými texty. O skupině nebylo až do podzimu roku 1988 slyšet (Hošek mezitím spoluzaložil Do Řady! a hrál na baskytaru v Michael's Uncle, Vitáček s Pavlem Brožem hráli ve Visacím zámku).
Nová sestava Plexis hrála ve složení Petr Hošek- zpěv, Jan Jukl- kytara, Pavel Brož- basa, Adolf Vitáček- bicí. Tito noví Plexis už nehráli ve stylu The Exploited, můžeme vypozorovat vlivy street-rocku. V roce 1990 nahráli první album, které nese název Půlnoční rebel.Tam zní Plexis ještě punkově. Toto album se v roce 2020 dočkalo reedice a zlaté desky. V roce 1992 na basu Brože vystřídal Filip Kolací a v nové sestavě vyšlo album White Killer (1992). Na albu  III (1993) se opět mění sestava. Na bicí hrál Jaroslav Stuchlý, na druhou kytaru se přidal Petr Stanko (oba Michael's Uncle). Tyto alba byla už streetrocková. Album III je v celé diskografii nejrozporuplnější, sám Hošek ho označil za přešlap. Obrat zpět k punku přišel v roce 1994, kdy Plexis předskakovali legendárním Ramones v pražské Lucerně. Kapela byla vypískána a byl na ni házen toaletní papír. Hošek si uvědomil, že styl Ramones je ta hudba, kterou chce hrát. Proto skupinu rozpustil a začal hledat nové členy. Těmi se stali v roce 1995 Dušan Lébl (kytary) a Martin Švec (bicí). Další album To (1998) nahrané v nové sestavě už zase znělo punkově. V roce 1998 se ke kapele připojil druhý kytarista Zdeněk Petr, původně jen na turné k albu TO, avšak zůstal déle jak 10 let. V roce 2000 následuje album Už mi to kroutí nohy. V roce 2002 se soubor odmlčel, aby se vrátil v roce 2004 velkolepým koncertem k výročí 20 let existence v pražském klubu Abaton. Z kamarádů a gratulantů ještě své sety odehráli např. E!E, SPS, Našrot, Do Řady a další. Jako neohlášený host vystoupila s písní Sid Vicious kapela Tři Sestry, která zahrála ještě tři písně ze svého repertoáru.
Za komunismu měli Plexis stejně jako všechny punkové skupiny mnoho problémů s StB, avšak sám Hošek je na oficiálních seznamech Ministerstva vnitra vedený jako agent StB s krycím jménem Sid. Hošek se k tomu odmítá vyjadřovat, proto mu také organizátor Trutnovského festivalu Martin Věchet neumožňuje na festivalu vystupovat. Pořadatelé Českého Woodstocku Petra Hoška požádali o vyjádření, ten však nereagoval a od té doby na tomto festivalu Plexis nevystupují.
V roce 2009 Plexis oslavili 25 let své existence, během večera 6. listopadu vystoupili v pražském KC Vltavská kolegové z punkové scény jako S.P.S., N.V.Ú., E!E nebo ZakázanýOvoce. Přímo s kapelou si poprvé od roku 1991 zahrál ve dvou písních bývalý bubeník Plexis Adolf Vitáček. Vyšlo také album Best Off , které obsahovalo výběr 22 nejlepších písní plus 3 nové skladby. V průběhu roku 2010 s kapelou přestával koncertovat kytarista Zdeněk Petr. Důvodem bylo časově náročné působení v kapele Tři Sestry, kam nastoupil v roce 2003, kdy Plexis zažívali koncertní pauzu. Po obnovení Plexis v roce 2004 hrával jen ve volných chvílích, kdy nekoncertoval se svojí v tu dobu domovskou kapelou Tři Sestry. V roce 2010 pak Plexis na letních festivalech začali odtajňovat písně z připravovaného nového alba.
Nová deska vyšla pod názvem Vohul to! v červnu 2011 u nezávislého vydavatelství Papagájův Hlasatel Records, nejprve na klasickém CD, později také na vinylu. Koncem léta pak vyšlo ještě DVD Antihero, které obsahuje dokument o životních eskapádách frontmana Petra Hoška. Na podzim roku 2017 vyšla nová, v pořadí již 7. řadová deska, „Kašpar v nesnázích“. Obsahuje 10 nových skladeb a 5 starších předělávek od spřízněných kapel ( Nežfaleš, Našrot, SPS, Degradace, The Fialky).
Skupina při cestě z koncertu v Třebíči dne 24. prosince 2017 přibližně ve 2:00 měla na dálnici D1 nehodu, při nehodě zemřela dvaadvacetiletá žena, členové skupiny byli zraněni vážně.
7.5. 2021 oznámili Dušan Lébl a Martin Švec konec v kapele, po 26 letech, s tím, že odehrají všechny nasmlouvané koncerty do konce září 2021. Přidal se k nim i Eda Fröhlich. Petr Hošek naznačil možné pokračování s jinými spoluhráči, ovšem v srpnu 2021 ještě nebylo nic jasné.
25.10.2021 frontman Petr Hošek oznámil nové složení kapely. Na post kytaristy přišel Martin Macoun, baskytary se chopil staronový člen Filip Kolací a za bicí usedl Bako Sandor. Kapela začala zkoušet a na jaro 2022 ohlásila návrat na pódia.
Ještě před prvními koncerty se však v prosinci 2021 sestava opět změnila. Petr Hošek- zpěv, Jan Nedoma- kytary, Vlasta Zahradník- basa, Bakó Sándor- bicí.
23.1.2023 v brzkých ranní hodinách zemřel po krátké nemoci v 55 letech frontman kapely Petr Mucho Hošek.

## Diskografie

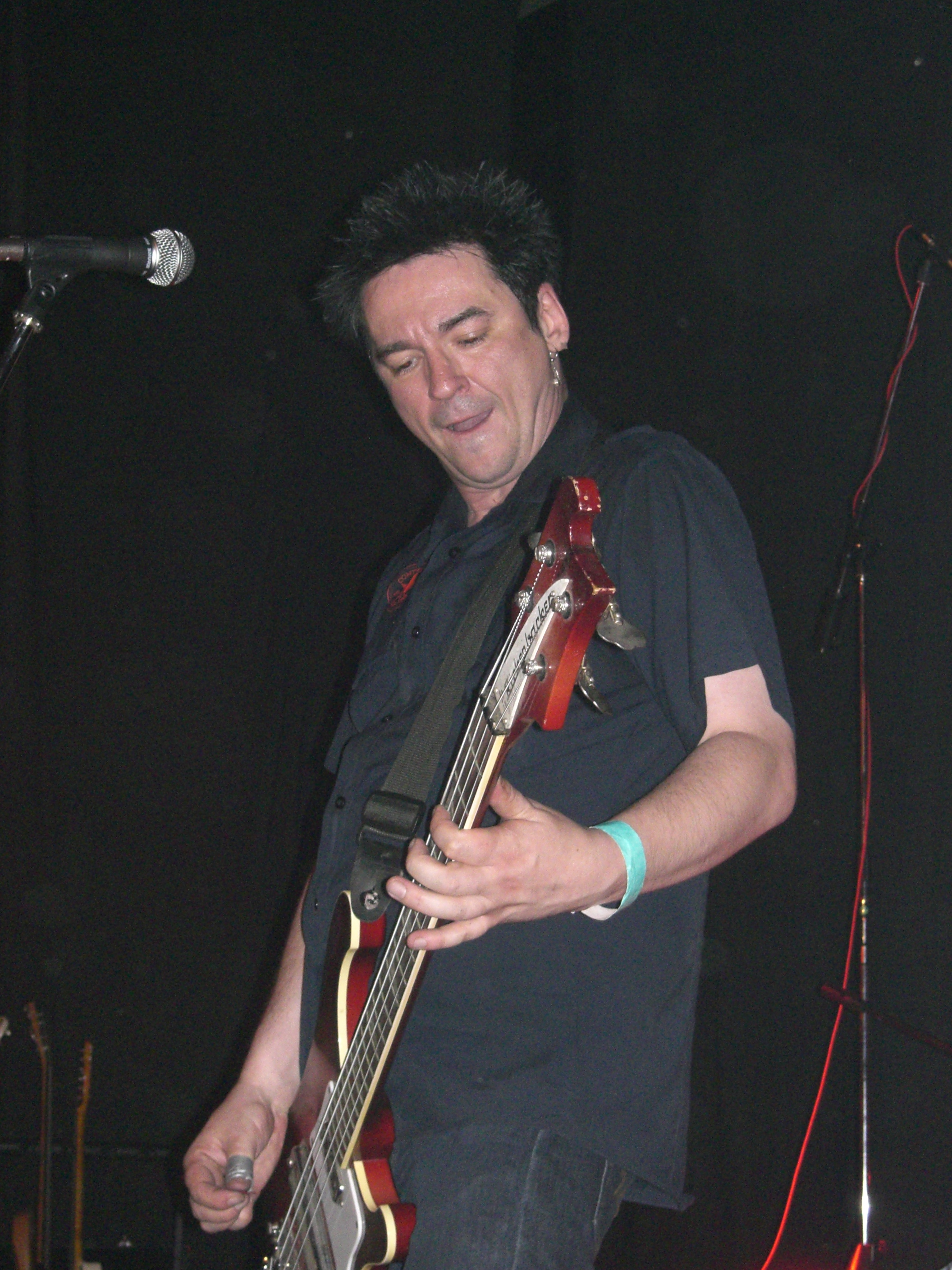
Petr Hošek

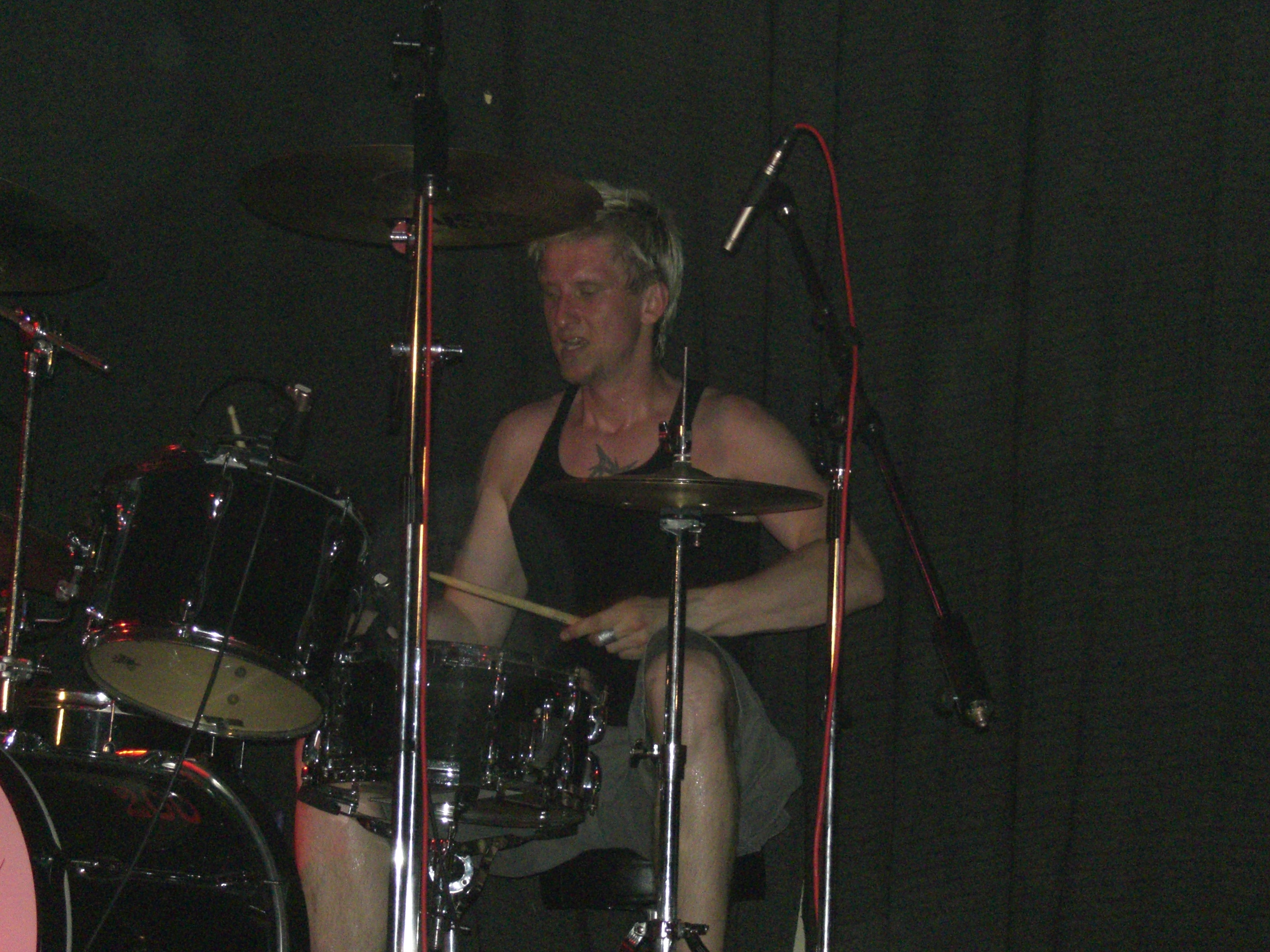
Martin Švec

### Řadová alba
- Půlnoční rebel – 1990
- White killer – 1992
- III – 1993
- To – 1998
- Už mi to kroutí nohy – 2000
- Vohul to! – 2011
- Kašpar v nesnázích – 2017
- Live 1985 – 2023 LP (Legendární koncert na parníku Vltava a z festivalu ve Staré Lysé)

### DVD
- Plexis XX – disk I natočen na festivalu Rock For People 5. 7. 2004, disk II natočen při oslavě 20 let kapely v klubu Abaton 1. 10. 2004 – oficiálně nevydáno
- Nesmyslný narozeniny – záznam pořízen v Retro Music Hall 8. 2. 2007 při oslavě 40. narozenin Petra Hoška, samostatně byl pořízen také audiozáznam – oficiálně nevydáno
- Antihero – oficiálně vydaný dokument o životních eskapádách Petra Hoška, autorem hudební publicista Radim Řezníček, jako bonus je na disku záznam z koncertu ve Strenici u Mladé Boleslavi z dubna 2011

### Kompilace a demo
- Demo 1989 (1989)
- Akce Punk (1990)
- Epidemie (1990)
- Rebelie punk´n´oi (1990)
- Best of 25 let (2009)
- Reedice Půlnoční rebel + bonus 3 skladby (2020)

### Live nahrávky
- České Meziříčí 11.8 (1984)
- Hudební parník Vltava (1985)
- Stará Lysá (1986)
- Live Ostrov Nad Ohři (1988)
- Kd Kovoprumyslu 2.5 (1989)
- Punkeden 6.10 (1989
- Chmelnice (1989)

## Sestava

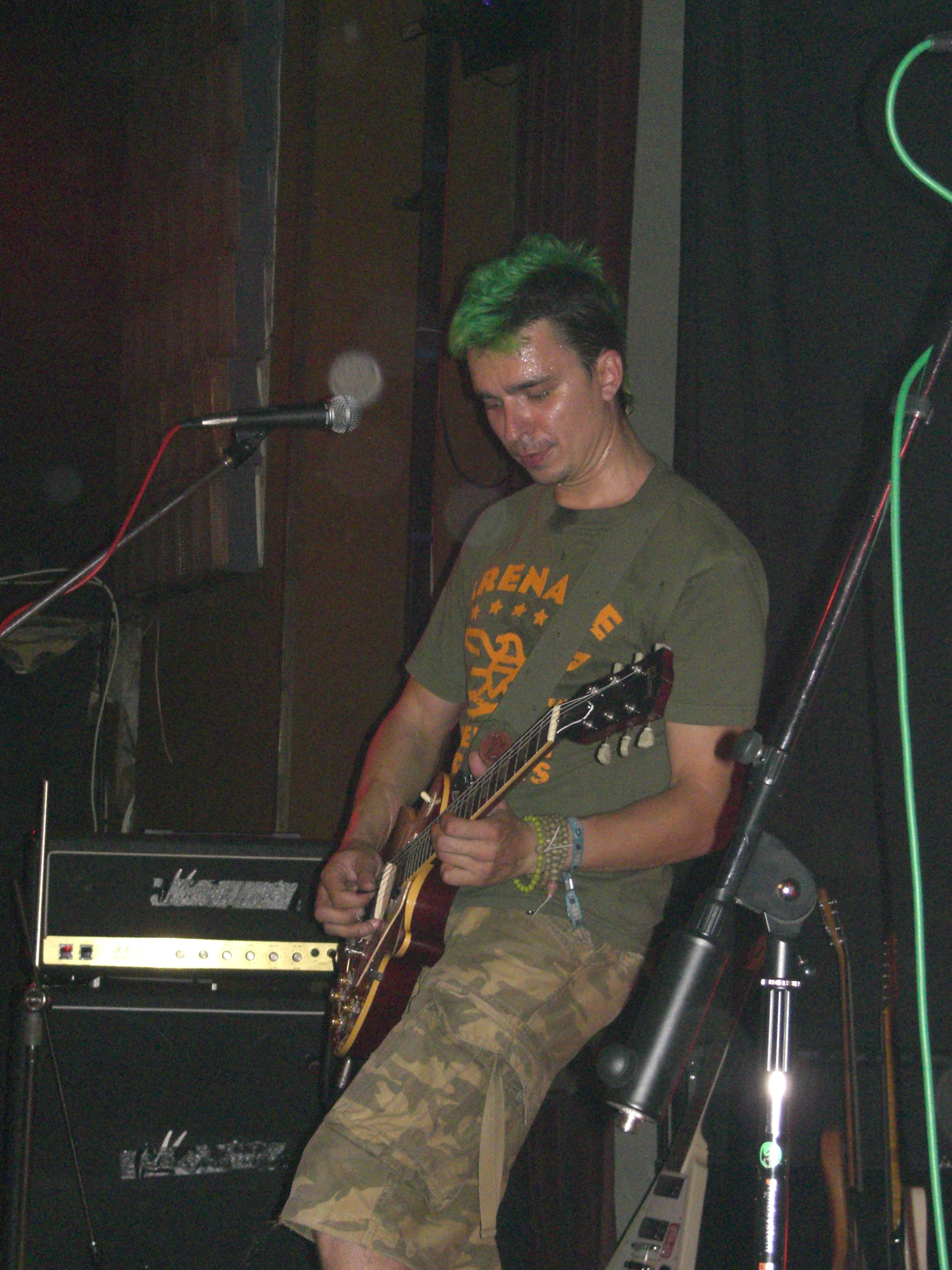
Dušan Lébl

Výběr hlavních sestav

### Původní 1984
- Petr „Sid“ Hošek – hlavní zpěv, kytara
- Marek Sibřina – baskytara, zpěv
- Martin Bíňovec – kytara
- Áda Vitáček – bicí

### 1988-1991
- Petr Hošek – zpěv
- Pavel Brož – basa
- Jan Johny Chaos Jukl – kytara (ex P.S., Arva, Suicidal Commando)
- Áda Vitáček – bicí (nyní Moped 56, Ada Vitáček Band, ex Wanastovi Vjecy, Inkoust pana Boučka, Orlík)

### 1992-1994
- Petr Hošek – zpěv, klávesy
- Jarda Stuchlý – bicí, vokály (ex Michael's Uncle, Maradona Jazz, Vanessa)
- Jan Johny Chaos Jukl – kytary, vokály
- Filip Kolací – basa, vokály (Ström)
- Petr Stanko – kytara (ex Michael's Uncle)

### 1995-2017
- Petr Hošek – zpěv, basa
- Dušan Lébl – zpěv, kytara
- Zdeněk Petr – 1998-2010 - kytara, vokály (nyní Tři sestry, ex P.S., Scvrklej mozek, Arva, Harashi)
- Martin Švec – bicí

### 2018-10/2021
- Petr Hošek – zpěv, (ex kapela Maradona Jazz, Michael's Uncle, Do Řady!, Svatý Vincent, sám jako Dj Mucho)
- Dušan Lébl – voc, kytary (nyní ještě Apple Juice, ex Comtes, ex Mramor)
- Martin Švec – bicí (nyní Cocotte Minute, ex Egotrip, ex Slaves Of Stadium Rock, ex Apple juice, ex Comtes, ex Ganyméd)
- Eda Fröhlich – basa (ex Apple Juice, ex Nofeeling, ex Zina & Stereophonic punx, nyní občasné záskoky v Do Řady!)

### 12/2021 - 01/2023
- Petr Hošek- zpěv
- Jan Nedoma - kytara (ex Semtex, Discoballs, Sex Deviants)
- Vlasta Zahradník- basa (ex Nízká úroveň, ex Gauneři)
- Bakó Sándor- bicí (ex Punkreas,Algaes,Mysthica)